# Josef Christa
Josef Christa (* 20. Juli 1877 in Binswangen; † 15. Juni 1951 ebenda) war ein deutscher römisch-katholischer Geistlicher, Heimatforscher und Kunsthistoriker im Gebiet Oberschwaben, Allgäu, Bayerisch-Schwaben.

## Leben
Nach Gymnasial- und Studienjahren in Dillingen an der Donau wurde er am 25. Juli 1901 zum Priester geweiht. Seelsorgestellen bekleidete er in Immenstadt (als Stadtkaplan 1901 bis 1902), Neuburg an der Donau (als Stadtkaplan 1902 bis 1905), Illertissen (Vikar 1905 bis 1908) und Untereichen (Pfarrer 1908 bis 1938). 1938 ging er krankheitsbedingt vorzeitig in den Ruhestand und widmete sich bis zu seinem Tod kunst- und heimatgeschichtlichen Forschungen.
Christas kunstgeschichtliche Publikationen beschäftigen sich unter anderem mit den Bildhauern Christoph Rodt und Hans Schaller oder dem Ulmer Plastiker Hans Multscher. Ortsbeschreibungen beziehungsweise Teilstudien lieferte er für Altenstadt (Iller), Illereichen, Illertissen, Oberroth, Ursberg, Roggenburg (Bayern), Kellmünz, Ottobeuren, Witzighausen und weitere Orte und Einzelhöfe. Eine Publikationsliste stellte 1962 Johann Fackler zusammen.
Sein Wirken wurde in Illertissen und Altenstadt (Iller) durch jeweils eine Josef-Christa-Straße geehrt.

## Schriften (Auswahl)
- Der Hoch-Altar der Pfarrkirche Illertissen: ein Werk des Meisters Christoph Rodt. Sonntag, Illertissen 1922.
- Die Baudenkmale des Bezirksamtes Illertissen. Ein kunstgeschichtlicher Beitrag zur Heimatkunde. Mareis, Weißenhorn 1922.
- Stadtpfarrkirche Witzighausen: Marien-Wallfahrtskirche… Mit Fotografien von Johannes Steiner. In: Kleine Kunstführer. Schnell & Steiner, München 1938, OCLC 312238748.
- Josef Christa: Allgemeine Geschichte der ehemaligen Herrschaft Eichheim. Edierte Fassung 2020. Hrsg. v. Anton Zanker. BoD, Norderstedt 2020, ISBN 978-3-7519-9844-4. (bod.de)